# Idris alticollis
Idris alticollis är en stekelart som beskrevs av Kononova och Fursov 2005. Idris alticollis ingår i släktet Idris och familjen Scelionidae. Inga underarter finns listade i Catalogue of Life.